# Auletta
Auletta község (comune) Olaszország Campania régiójában, Salerno megyében.

## Fekvése
A Tanagro völgyében fekszik. Határai: Buccino, Caggiano, Corleto Monforte, Pertosa, Petina, Polla, Salvitelle és Sicignano degli Alburni.

## Története
A legendák szerint a települést Auletosz, Aineiasz útitársa alapította. A történészek szerint a nevét a vidéket borító olajfák (ulivo=olajfa, olea=olívaolaj) után kapta. A település első írásos emléke 1095-ből származik. Őrgrófi vára a 12. század során épült, a Salernói Hercegség védelmére, amelyhez évszázadokon keresztül tartozott. A vár mellett a település legfőbb látnivalói a Largo Santi Quaranta körül kialakult történelmi központ, a Palazzo Gentilizi, Casino dei Monaci bencés kolostor, San Nicola di Mira-templom és a Santa Maria Assunta-templom. Az 1980-as földrengés súlyos károkat okozott az épületekben, ezek helyreállítását még napjainkban is végzik. A település környékének természeti látnivalói a Alburni-hegység gesztenyefaerdője, a Monte San Giacomo fenyőerdői, a Tanagro folyó völgye két barlanggal (Grotte dell'Angelo és Grotta dell'Acqua).

## Népessége
A népesség számának alakulása:

## Főbb látnivalói
- a 12. században, a salernói hercegek által épített vár, a Castello Marchesale
- a 14. század elején épült San Nicola di Mira-templom
- a 16. század végén épült Santa Maria Assunta-templom